# ボロブドゥール遺跡

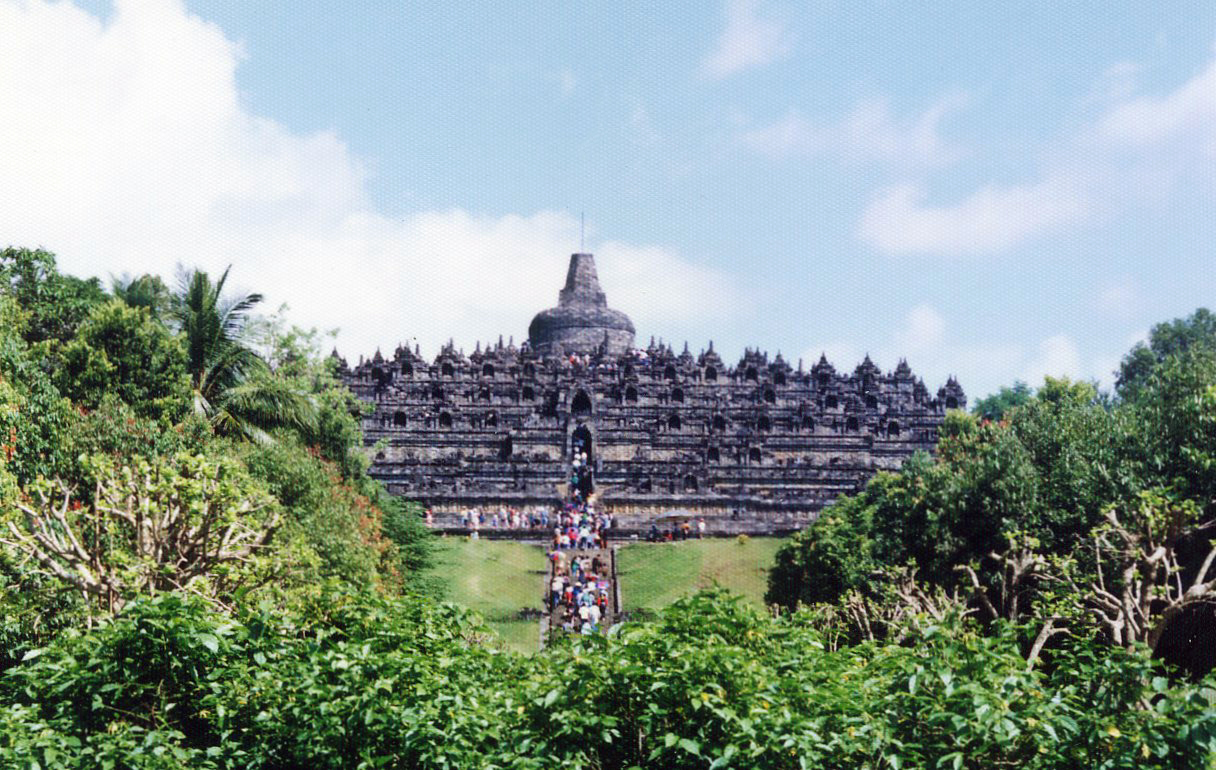
ボロブドゥール遺跡遠景

ボロブドゥール遺跡（ボロブドゥールいせき、Borobudur）は、インドネシアのジャワ島中部のケドゥ盆地に所在する大規模な仏教遺跡で世界的な石造遺跡。世界最大級の仏教寺院であり、ボロブドゥール寺院遺跡群の一部としてユネスコの世界遺産に登録されている。ミャンマーのバガン、カンボジアのアンコール・ワットと並んで、東南アジアの偉大な遺跡の1つである。
インドから東南アジアに伝播した仏教は一般に部派仏教（上座部仏教）と呼ばれる仏教であったが、ボロブドゥールは大乗仏教の遺跡である。シャイレーンドラ朝の時代、大乗仏教を奉じていたシャイレーンドラ王家によって、ダルマトゥンガ王治下の780年ごろから建造が開始され、792年ごろに一応の完成をみたと考えられ、サマラトゥンガ王（位812年-832年）のときに増築されている。
ボロブドゥール遺跡は、中部ジャワの中心都市ジョグジャカルタの北西約42km、首都ジャカルタからは東南東約400kmに所在し、巨大なムラピ火山などの山々に囲まれた平原の中央に立地する。遺跡総面積はおよそ1.5万m2。高さはもともと42mあったが、現在は破損して33.5mになっている。2010年ムラピ山の灰で被害を受けた。
方形壇の回廊のレリーフは、歴史上の出来事が中心となっている。釈迦（ガウタマ・シッダールタ）の前世の物語であるジャータカなどを絵巻物風に示し、前世の善財童子が巡礼の旅をする仏教経典『華厳経入法界品』などが描かれており、とくに釈迦の生誕から最初の説法にいたるまでの経緯については史実とともに数々の伝説もまじえて詳細に表現されている。その構図の多様性や人物表現の巧みさはボロブドゥールならではのものである。
仏像は、第一回廊から第四回廊の壁龕（くぼみ）に432体、3段の円形壇の上に築かれた釣鐘状のストゥーパ72基の内部に1体ずつ納められており、いずれも一石造りによって等身大につくられ、計504体を数える（詳細は後述）。

## 歴史背景

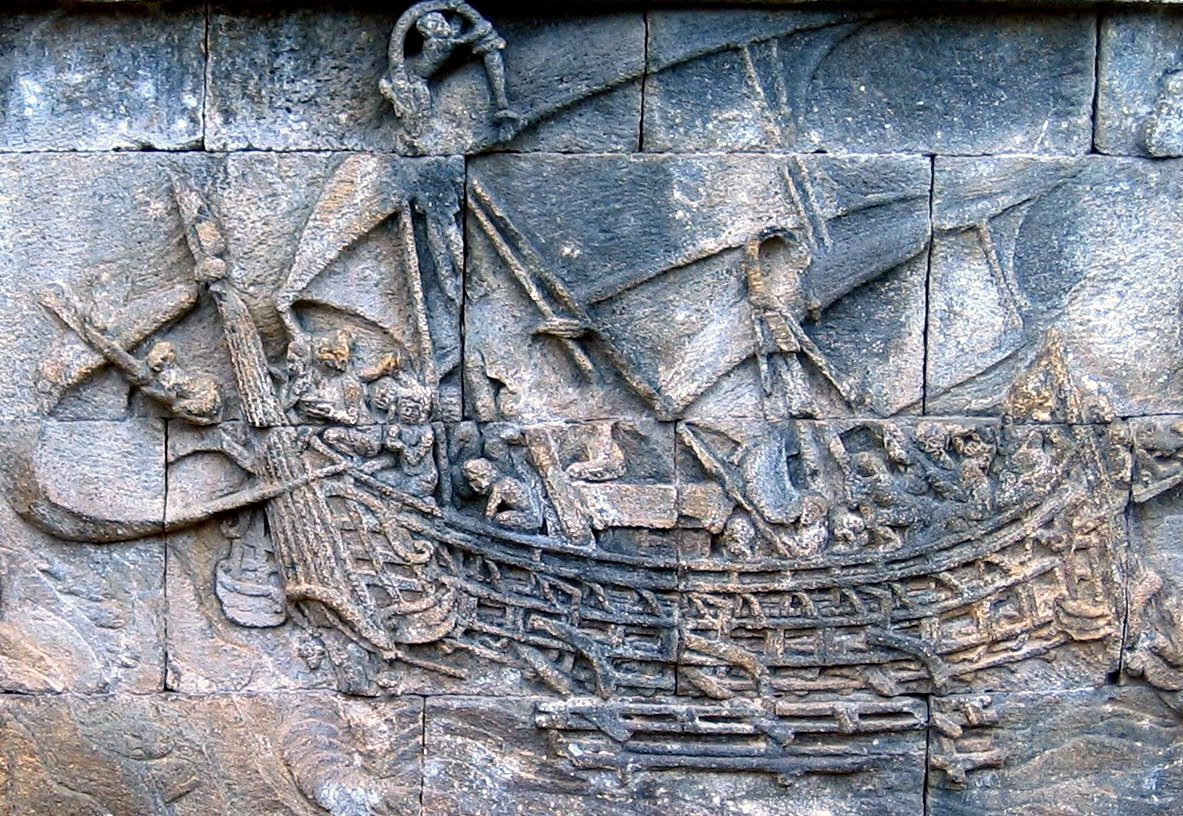
船のレリーフ

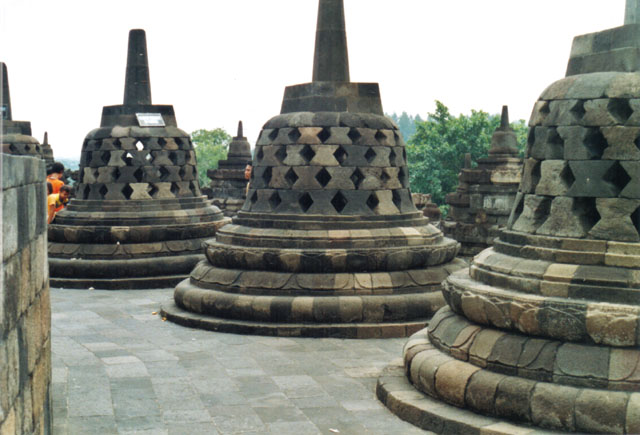
円形壇上のストゥーパ

シャイレーンドラ朝は、8世紀半ばから9世紀にかけてオーストラロイド系の民族がジャワ島中部に建てたとされる王朝である。
シャイレーンドラはサンスクリット語で「山からの王」という意味であり、インドシナ半島の古代王国扶南の「プノン」（山）と何らかの関係があるのではないかという推論も唱えられている。この王朝の成立経緯については、シュリーヴィジャヤ王国が8世紀半ば以降にジャワ島中部に進出したという説と、ジャワ王家でシュリーヴィジャヤに君臨した王朝であるという説があり、詳細はいまだ不明である。
大乗仏教を保護し、ボロブドゥールはじめ数多くの仏教建築をのこしたほか、サンスクリットの辞典『アマラテラ』を古代ジャワ語に翻訳している。
ボロブドゥール寺院の造営は、778年のカラサン碑文によれば、ダルマトゥンガ王はヒンドゥー教を奉ずるサンジャヤ王家（古マタラム王国）のパナンカラン王に対し、ターラ（多羅菩薩）をまつるための寺院とシャイレンドラ王家を祀る仏僧のための僧院を建造するよう提案したことによって始まったとしており、780年ごろより造営が開始されたものとみられる。それに対してパナンカラン王は、周辺の土地を免税とする代わり、その地からの収入を寺院造営に利用するよう命じたと碑文では記している。サングラーマグナンジャヤ王治下の792年、ボロブドゥール本体の建設を一応完了している。 
サンジャヤ王家は、シャイレーンドラ朝に服属し、その証として仏教建造物への寄進を行っていたが、シャイレーンドラ王家とサンジャヤ王家との関係は必ずしも敵対的ではなく、サマラトゥンガ王の娘でシャイレーンドラ王女のプラモーダヴァルダニーとサンジャヤ朝の王子ラカイ・ピカタンは婚姻関係を結んでいる。
サマラトゥンガ王治下の824年、ボロブドゥール寺院の工事が再開され、それは833年まで続いている。しかし、サマラトゥンガの死没した832年、王の後継者が未だ幼いことから、その姉にあたるプラモーダヴァルダニーがシャイレーンドラ朝の摂政となった。
その後、実権はプラモーダヴァルダニーの夫ラカイ・ピカタンにうつり、2人はチャンディ・ロロ・ジョングランをはじめとするヒンドゥー建築プランバナン寺院群を建造した。これによって、中部ジャワの地は、再びシヴァ信仰を奉ずるヒンドゥー勢力に支配され、大乗仏教はジャワより後退した。
832年以降、シャイレーンドラ朝は碑文にも史料にも現れなくなってしまうが、833年を最後にボロブドゥールの改修も終わっている。シャイレーンドラ王家のその後の消息を伝える唯一の碑文によると、後継者争いに破れたシャイレーンドラ家最後の王子バーラプトラは、856年、スマトラ島のシュリーヴィジャヤ王国へ逃れ、その王女と結婚したとしている。
このような経緯から、ボロブドゥール寺院をシャイレーンドラ王家の霊廟として考える見方もある。

## 建築

遺跡断面概念図

ボロブドゥールは、平原の中央にある径約50mの天然の丘に盛土のうえ、安山岩や粘板岩を積み上げてつくられている。寺院として人びとに信仰されてきた建造物であるが、内部空間を持たないのが際だった特徴である。
建築資材となったのは、厚さ20cmから30cmの切石（煉瓦様ブロック）である。ブロックは、質の粗い黒灰色の安山岩や凝灰岩を切断して製造されており、寺院はこのブロックを積み上げて建造されている。使用されたブロックの個数は200万弱におよび、容積は5万5,000m3、総重量は約350万tにもなるといわれる。
いちばん下に一辺が約115mの屈折した方形の基壇があり、その上に基壇と相似形をなし、やはり屈折した6層の方形壇、さらにその上に3層の円形壇があり、最上層には中心仏塔を載せており、階段ピラミッド状の構造となっている。この構造は、仏教における三界をあらわしていると考えられている（詳細は後述）。なお、それぞれの高さの比は 2 : 3 を基調とし、全体で 4 : 6 : 9 の比によって構成されている。
5層の方形壇の縁は壁になっていて、各層に幅2mの露天の回廊がめぐらされる。方形壇の四面中央には階段が設けられており、円形壇まで登れるようになっている。

### 三界の思想

ボロブドゥールの平面基本構造
----
赤が欲界 (kāmadhātu)、橙が色界 (rūpadhātu) 、黄が無色界 (ārūpyadhātu)に対応する。

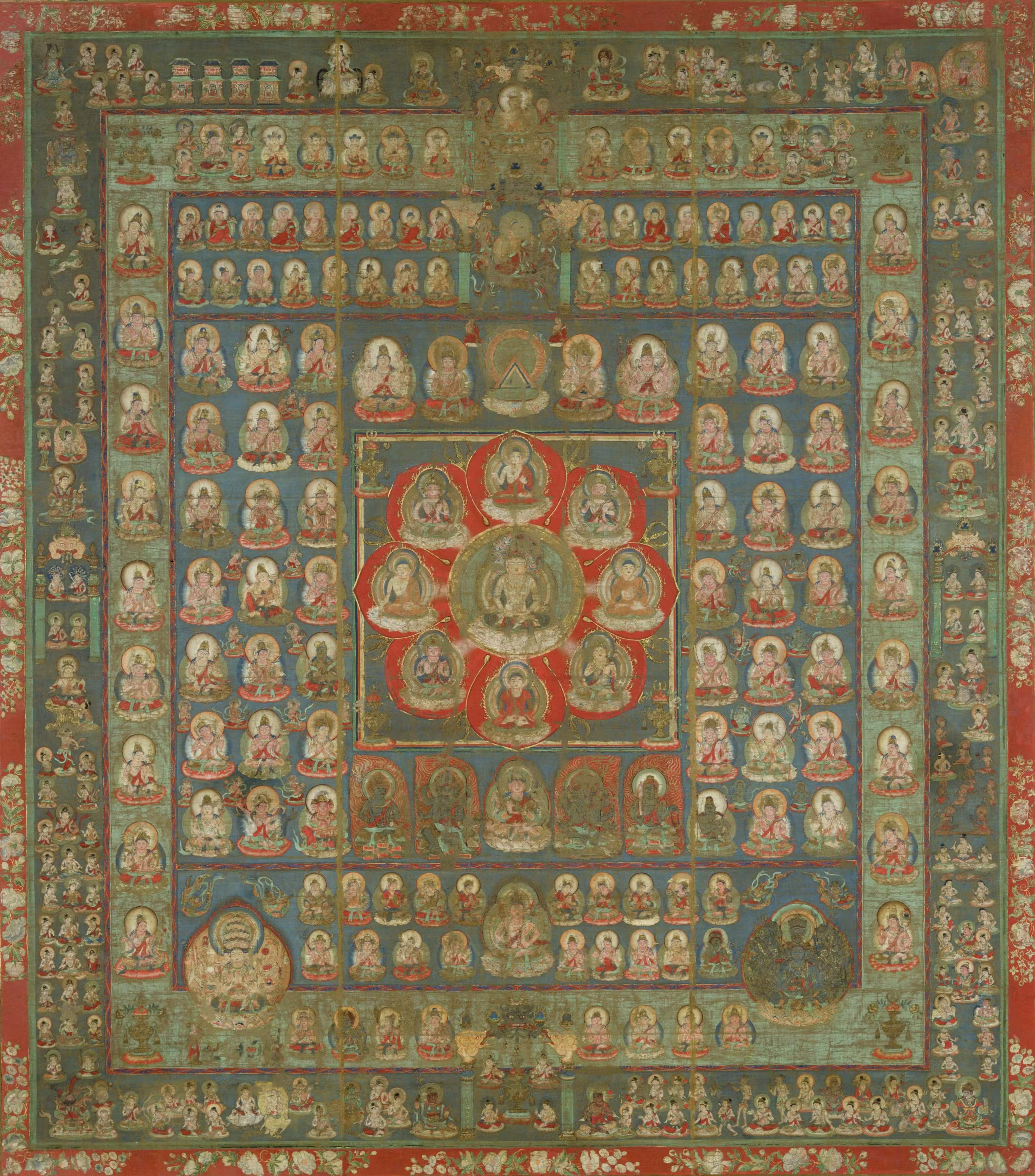
胎蔵曼荼羅（中央に大日如来を配す）

ボロブドゥールの構造は、仏教の三界をあらわしているとされる。つまり、下から、基壇は人間のいる欲界、その上は神と人間が触れあう世界である色界、さらに、その上部が神のいる無色界である。
- 欲界 (kāmadhātu) - 淫欲と食欲の2つの欲望にとらわれた有情の住む処。六欲天から人間界を含み、無間地獄までの世界。
- 色界 (rūpadhātu) - 欲界の2つの欲望は超越したが、物質的条件（色）にとらわれた有情が住む世界。
- 無色界 (ārūpyadhātu) - 欲望も物質的条件も超越し、ただ精神作用にのみ住む世界であり、「禅定」に住している世界。

ボロブドゥールでは、基壇が欲界、方形壇は色界、円壇は無色界として表現されており、人は下から上へ登っていくにつれ、欲望にあふれ罪悪に満ちた世界から、禅定に達した世界へと移っていくものとされる。すなわち、悟りをめざす菩薩の修行を表現しているとみなすことができる。
基壇においては、『分別善悪応報経』が160面のレリーフに彫られており、衆生の日常生活を描写しながら因果応報の教えが説かれている。

方形壇最上層の72面には普賢菩薩の大慈悲心を讃歎する様子が具象化されている。
また、円形壇にはレリーフはなく、幾何学的な建築意匠によって抽象的な悟りの境地が示されており、全体でいわば石上に図解された経典とも呼びうるものとなっている。

### ストゥーパ

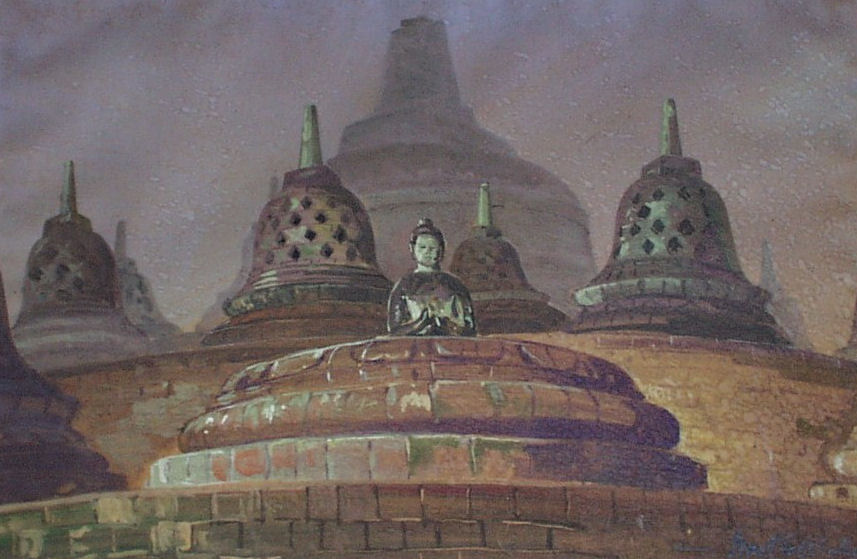
ボロブドゥールのストゥーパ

ボロブドゥールはまた、その形状から世界最大級のストゥーパ（仏塔）でもある。ストゥーパとは、釈迦の遺骨や遺物などをおさめた建造物であるが、ボロブドゥールは、さらに内部にも多数のストゥーパを有する特異な構造を呈している。
ストゥーパの釣鐘状になっている部分は、一辺23cm大の石のブロックを目透かし格子状に積み上げ、中の仏像を拝することができるようになっている。漆喰などの接着剤の類は一切用いられていない。
ストゥーパ72基は、全体では三重の円を描くように並び、下層より32基、24基、16基あって、頂上には釈迦の遺骨を納めたとされる、ひときわ大きなストゥーパがあり、天上をめざしている。この中心塔には大日如来を置かず空洞にしており、これは大乗仏教の真髄である「空」の思想を強調しているとされ、ジャワ仏教の独自性が示されている。
ボロブドゥールは、それ自体が仏教的宇宙観を象徴する巨大な曼荼羅といわれ、一説には、須弥山を模したものとも考えられている。

## レリーフ
総延長5kmにおよぶ方形壇の回廊には、仏教説話にもとづいた1460面におよぶ浮彫彫刻レリーフが時計回りにつづいており、登場人物は1万人におよぶとされている。同様に1212面の装飾浮彫には、天人や羅刹、鳥獣、植物文様およびインド神話に登場する伝説上の鳥獣などがみられる。なお、外層、内層ともに四方に階段をもち、各面いずれも全く同形同構造で、どれを正面とするかわからない、幾何学的に均斉な構造となっている 。
レリーフは、その構図の巧みさ、洗練された浮彫彫刻の技法、細部表現の優雅さで知られ、仏像とともにインドのグプタ美術の影響が強く認められる。

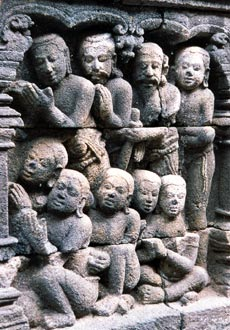
方形壇回廊のレリーフ
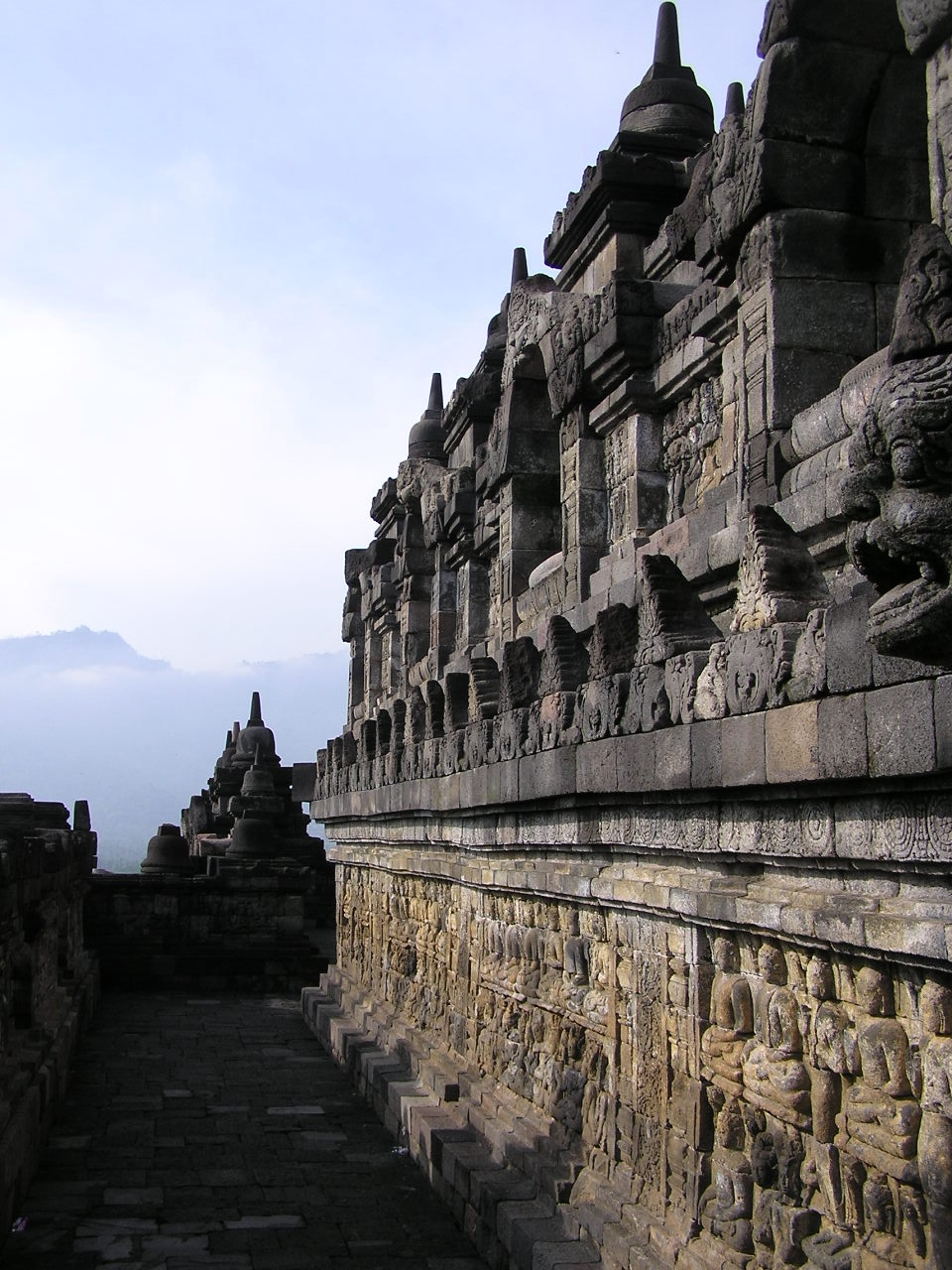
方形壇回廊（右下にレリーフ）
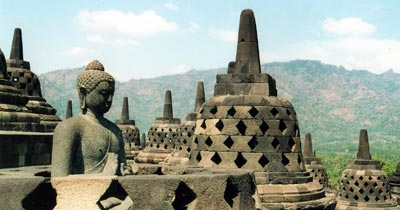
ボロブドゥールの円形壇上の仏塔と仏像
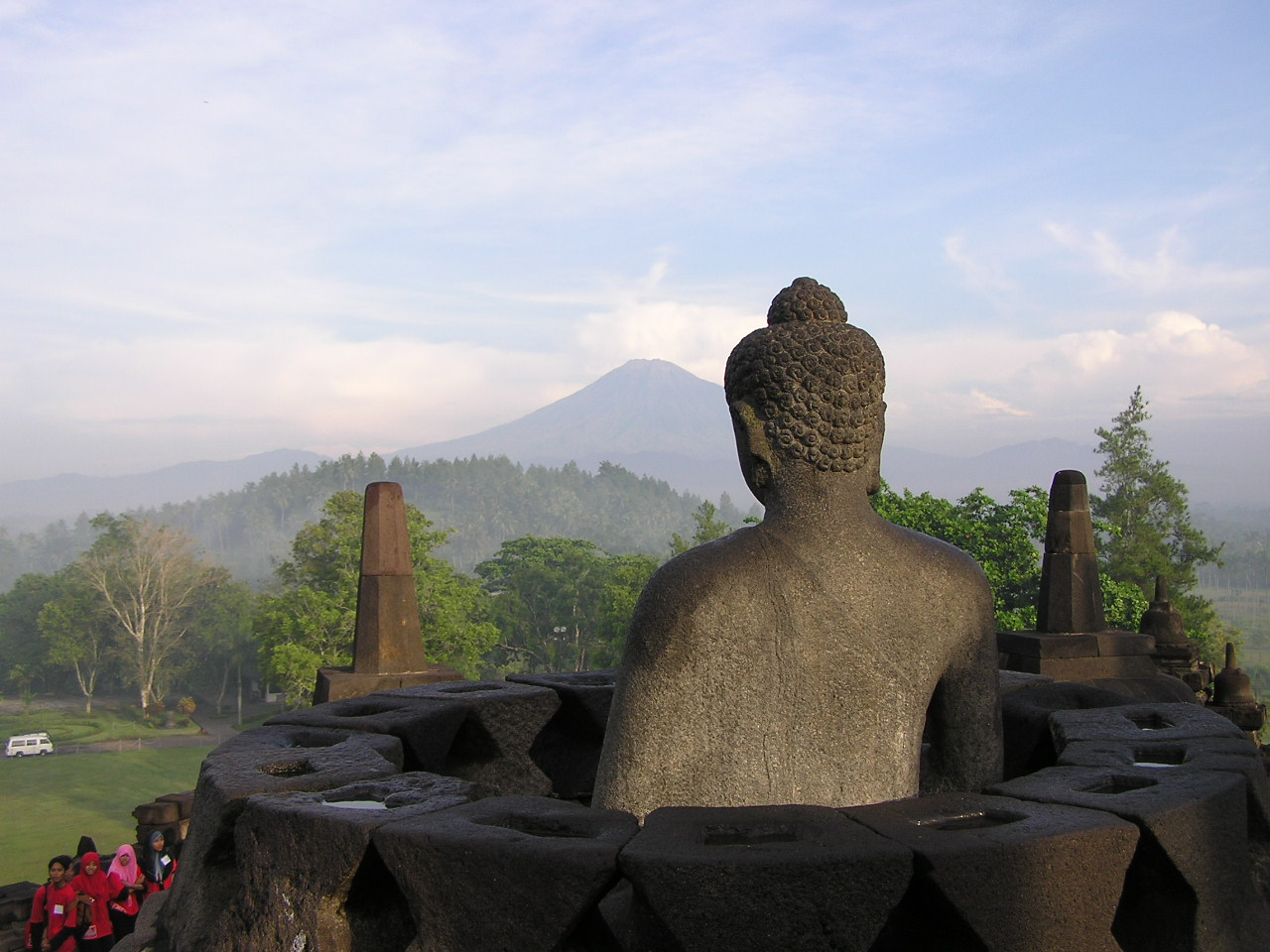
釈迦如来
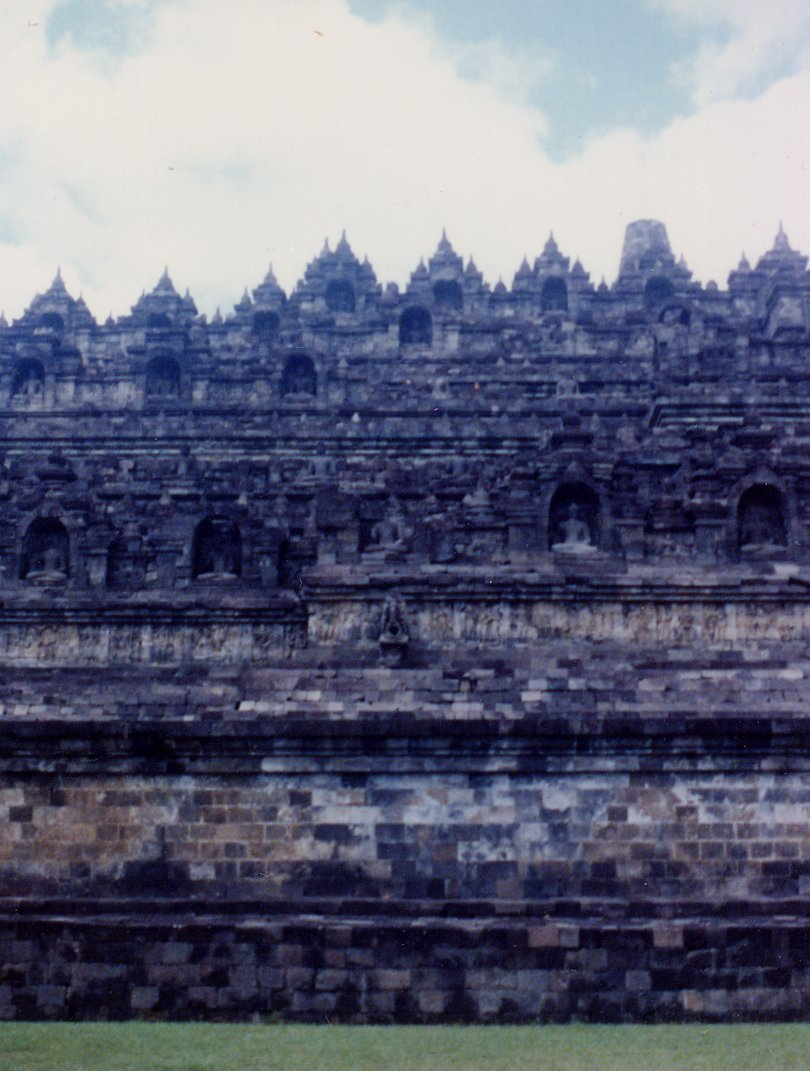
ボロブドゥール近景。壁龕内の仏像が確認できる。
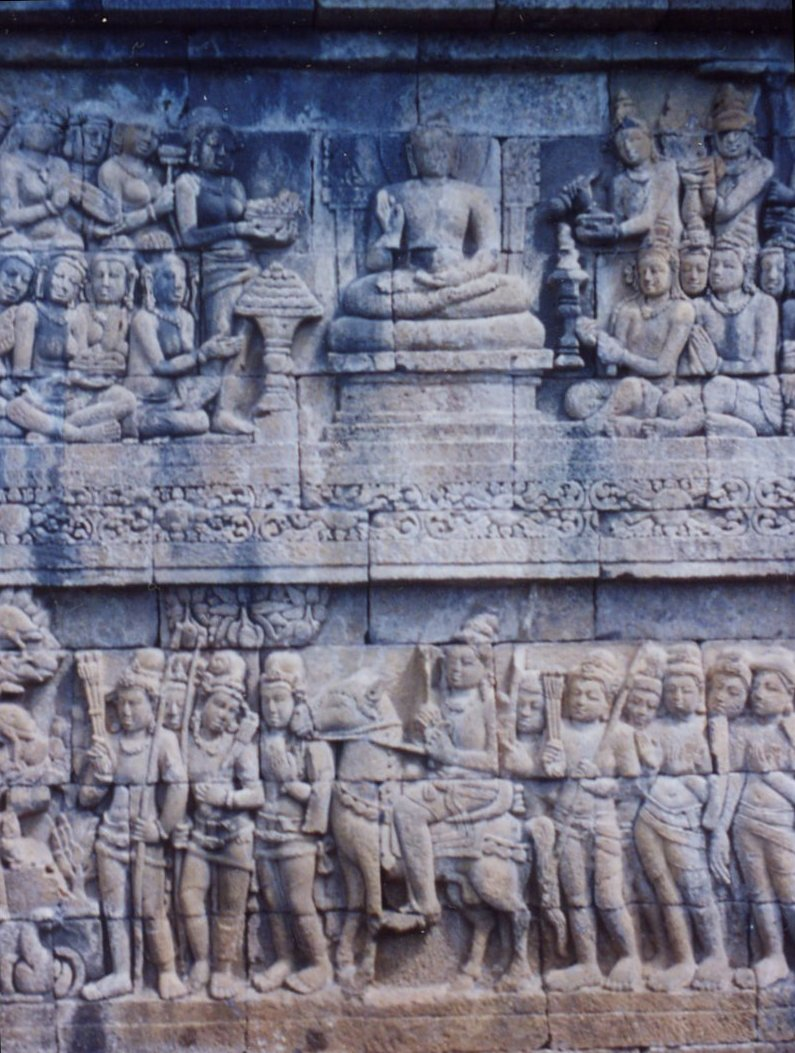
基壇壁面のレリーフ。上段は釈迦の一生、下段は因果応報のたとえ話。

## 仏像と装飾

### 仏像
回廊の外縁をめぐる壁には432体（各面108体）の仏像が安置されている。仏像は、方形壇の各面で、面ごとに異なった印相を結んでいる。各面第4層（第三回廊）までの368体（各面92体）については、それぞれ以下のようになっている。
- 東側：阿閦如来で指地の印
- 南側：宝生如来で満願の印
- 西側：阿弥陀如来で弥陀定印
- 北側：不空成就如来で無畏の印

第5層（第四回廊）の64体は、東西南北ともに毘盧遮那仏で法身説法印を結んでいる。

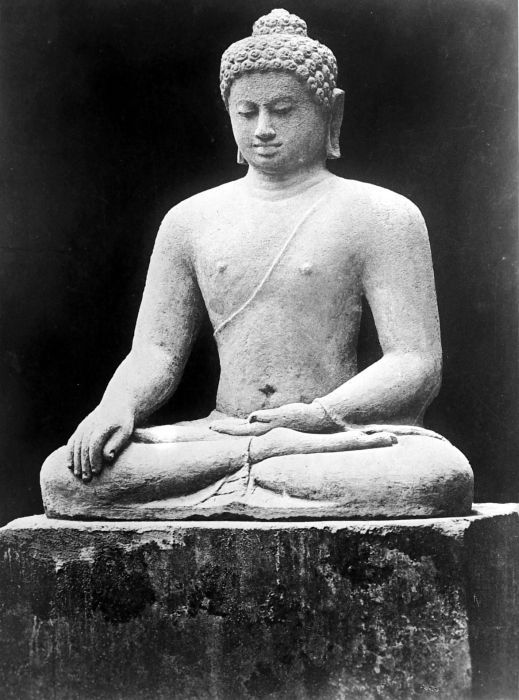
阿閦如来（東面）
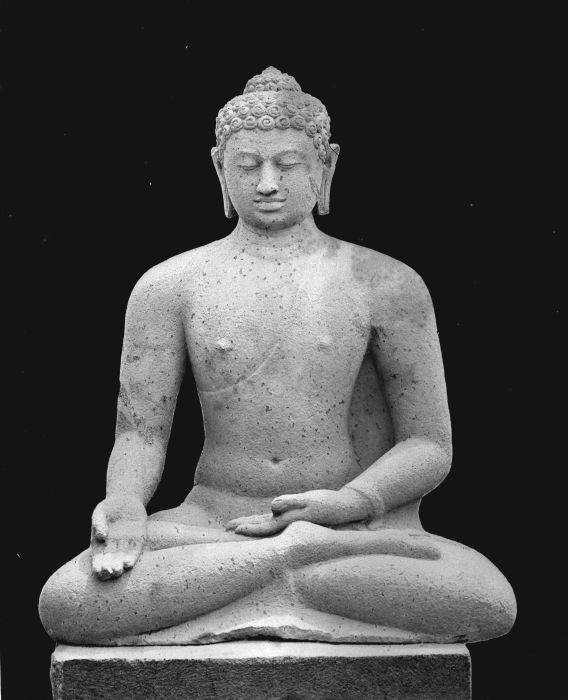
宝生如来（南面）
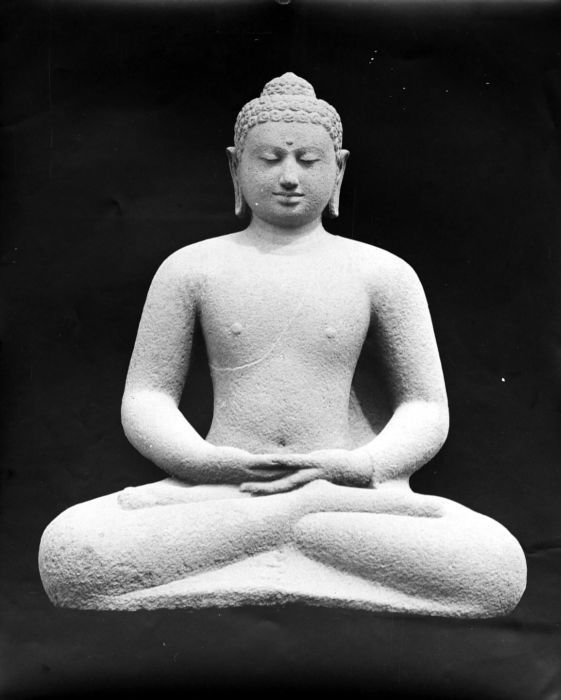
阿弥陀如来（西面）
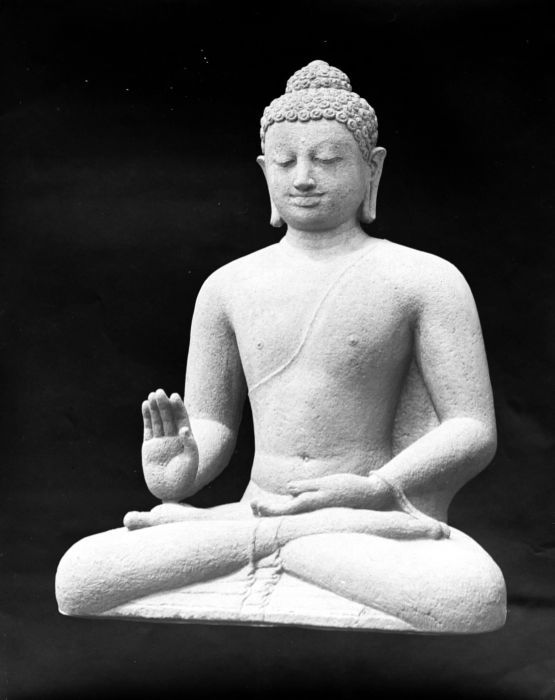
不空成就如来（北面）
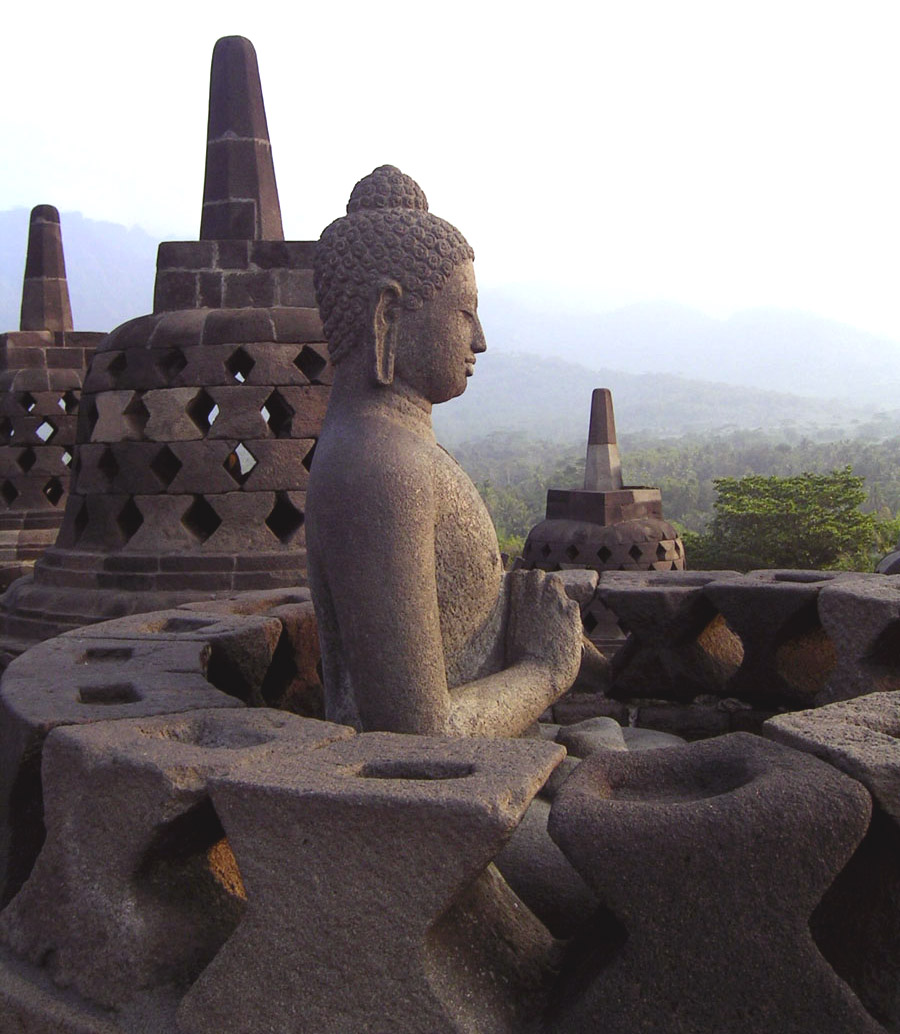
転法輪印を結ぶ釈迦如来

円形壇の72体の転法輪印の仏像は釈迦如来と考えられており、このことより、ボロブドゥール全体が密教の系統を引く巨大な立体曼荼羅であるとする説が有力である。

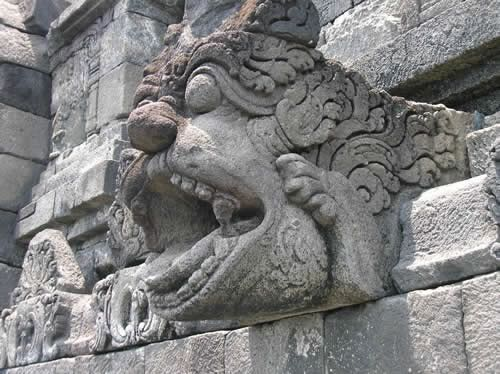
吐水口の彫刻

### 装飾
5層の方形壇の縁には壁がめぐらされ、壁には計20の吐水口が取り付けられている。吐水口は、想像上の生き物の彫刻で飾られている。
また、壇の上下を結ぶ階段の入口は、カーラ（鬼面）とマカラ（海竜）で装飾された拱門（アーチ）になっている。

## 遺跡の発見と保護

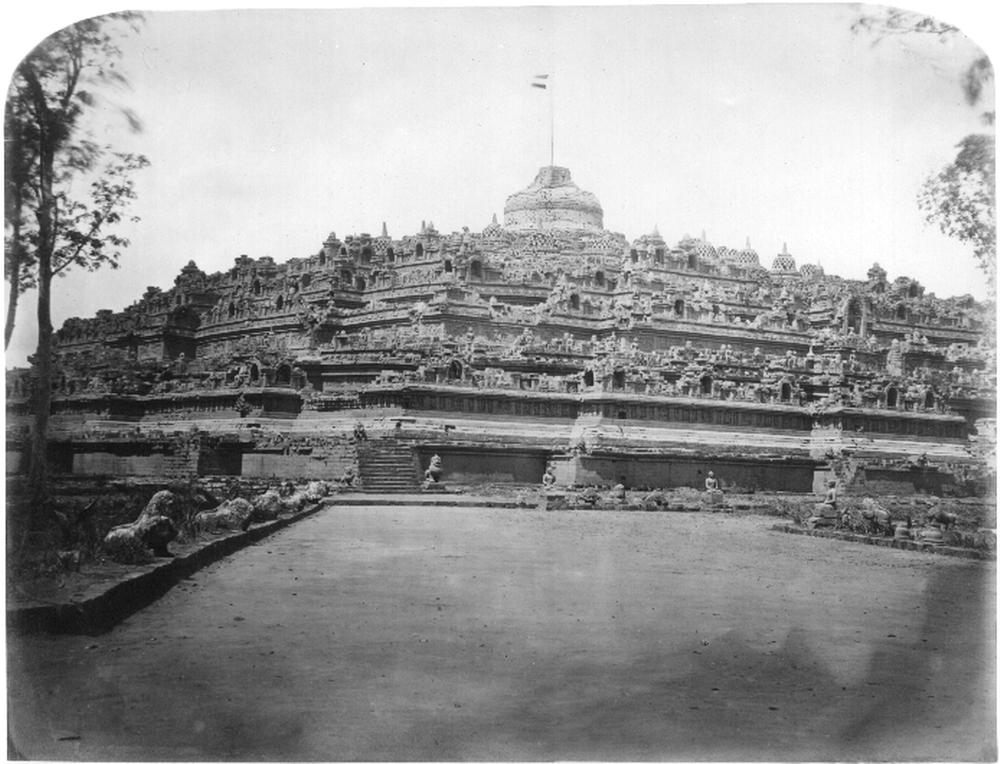
1873年のボロブドゥール

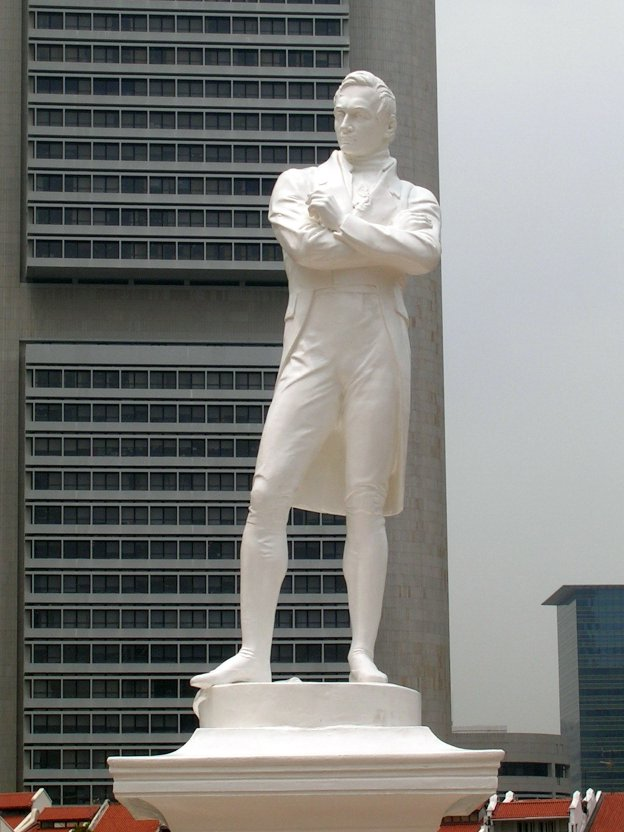
ラッフルズ像

この遺跡は、久しく忘れ去られ密林のなかに埋もれていた。その原因については、火山の降灰によるものであるとする説が有力である。1814年にイギリス人のトーマス・ラッフルズ（当時ジャワ総督代理）とオランダ人技師コルネリウスによって森のなかで再発見され、その一部が発掘された。
1851年から1854年にかけての第2次調査では、壁面のレリーフのほとんどが現れ、1885年の発掘調査の際には、土台の内壁に、人間のあらゆる欲望を描いた160面のレリーフが現れた。崩落の危険性があるため、埋め戻され、再び覆い隠されることとなった。1900年にはオランダ政府によって発掘調査委員会が組織され、1907年には写真記録がおこなわれた。また、1907年から1911年にかけてはオランダ人技師ファン・エルプによって復原工事がおこなわれている。
インドネシア独立後の1960年代初頭には、遺跡は崩壊寸前の危機にあったが、地盤沈下による壁と床の傾斜、ムラピ火山の噴火後の構造破壊を防ぐ目的で、ユネスコ主導のもと1973年から10年の歳月と2,000万ドルの費用をかけて修復工事がおこなわれ、1982年に完了した。その際、水による浸食を防ぐため排水路を設ける必要が生まれたため方形壇部分をいったん全部解体し、石のひとつひとつにナンバリングを施し、コンピュータ管理をおこなっている。なお、この修復事業には日本はじめ27か国が資金協力をおこなった。日本では国際技術諮問委員として千原大五郎が選出されている。
また、1980年からは日本が技術協力をおこない、ボロブドゥールとプランバナン寺院群の2大遺跡とその周辺を歴史公園として整備し、文化遺産を保護しながら、観光と地域振興を図る計画が実施に移された。

ボロブドゥール、ムンドゥッ、パオン3寺院の位置関係

1991年にはボロブドゥール東3kmのムンドゥッ寺院、東1.8kmのパオン寺院とともに「ボロブドゥール寺院遺跡群」として世界遺産の文化遺産に登録された。この3寺院は、一直線に並んで立地することから、付近一帯がこれらを含む多数の寺院群で構成された巨大な仏教複合構造物ではなかったかという推測も持たれている。
その後、2006年5月27日にジョクジャカルタ付近を震源地とするマグニチュード6.2のジャワ島中部地震が起こり、寺院の石塔の一部が崩れるなどの被害を受けた。これについては、被害状況の調査がなされ、事後の修復を予定している。

## 観光と巡礼

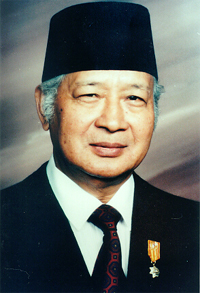
スハルト

1984年2月22日、インドネシアのスハルト大統領（当時）は、国家的行事として、ボロブドゥールの修復完成記念式典をおこなった。そのなかでスハルトは、ボロブドゥールが国民的宗教財産である旨の演説をおこなっているが、これは少なからず波紋をまねいた。1985年にはイスラーム過激派がボロブドゥールに侵入し、円形壇のストゥーパ9基を破壊する挙に出た（1985年のボロブドゥール爆撃）。インドネシアにおける仏教徒は、国民全体のわずかに0.4％にすぎない。遺跡周辺の村々では仏教徒はほぼゼロと言える。

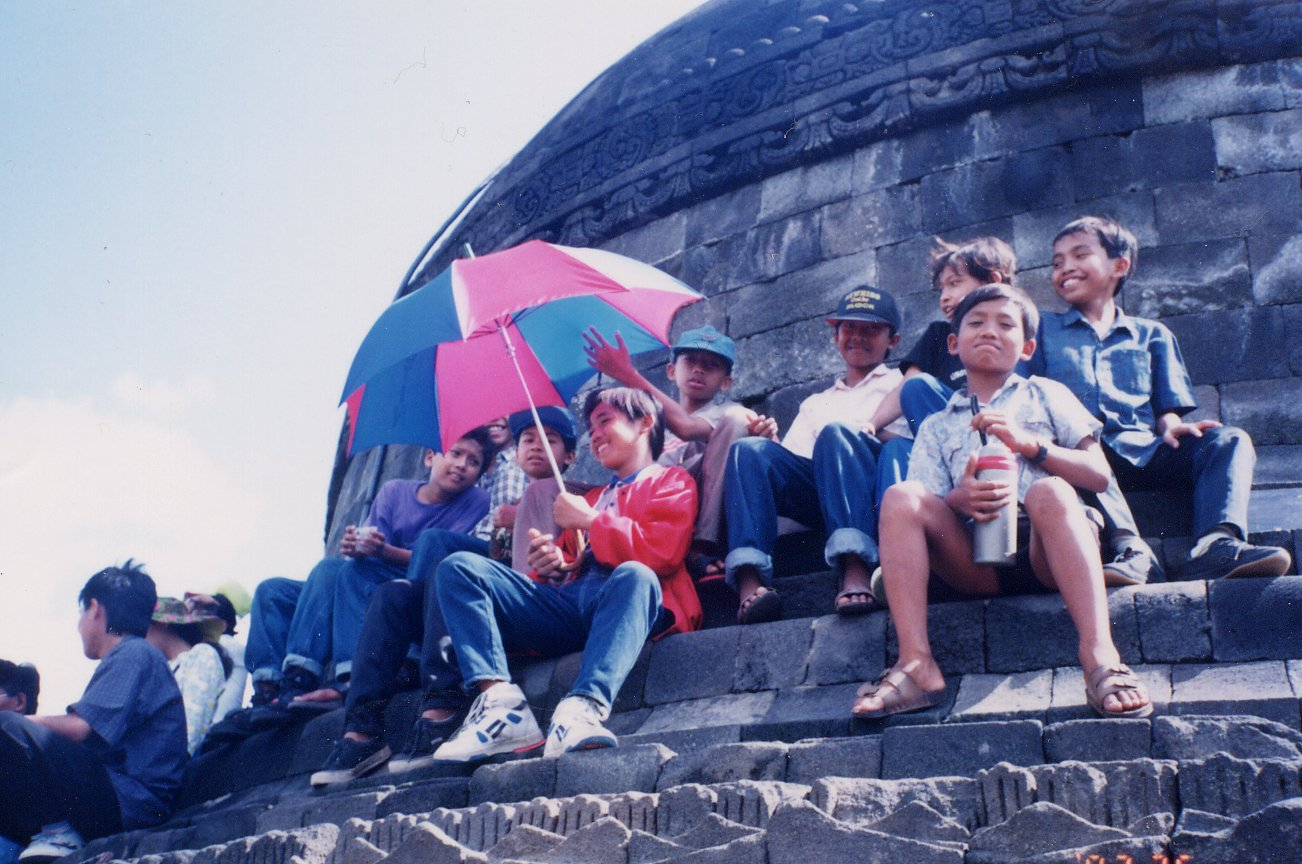
遠足に訪れた子供たち

とはいえ、ボロブドゥールは今や年間100万人の観光客が訪れる観光地となっている。ただしそれは、政府が外貨を獲得する代償として、地域住民が負担を強いられる原因ともなった。遺跡環境整備のための周辺農地の収用である。これは強制的な立ち退きを含むものであり、耕地面積の狭小な農民にとって大きな痛手となった。遺跡公園となった外側の土地も、はっきりした買収費が払われていない部分が多かった。
今日、ボロブドゥールには、数多くのインドネシアの児童生徒が社会見学や学習旅行、遠足のために訪れるが、仏教徒がわずかなインドネシアでは管理は株式会社化し、イベントやアトラクションを考えて経営する遊園地化してしまった。しかし、ボロブドゥールは仏教徒にとって重要な意味をもつ場所であることは言うまでもない。数多くの仏僧や一般信者が参詣につめかけるようになり、寺院としての本来の役割を担うようになった。

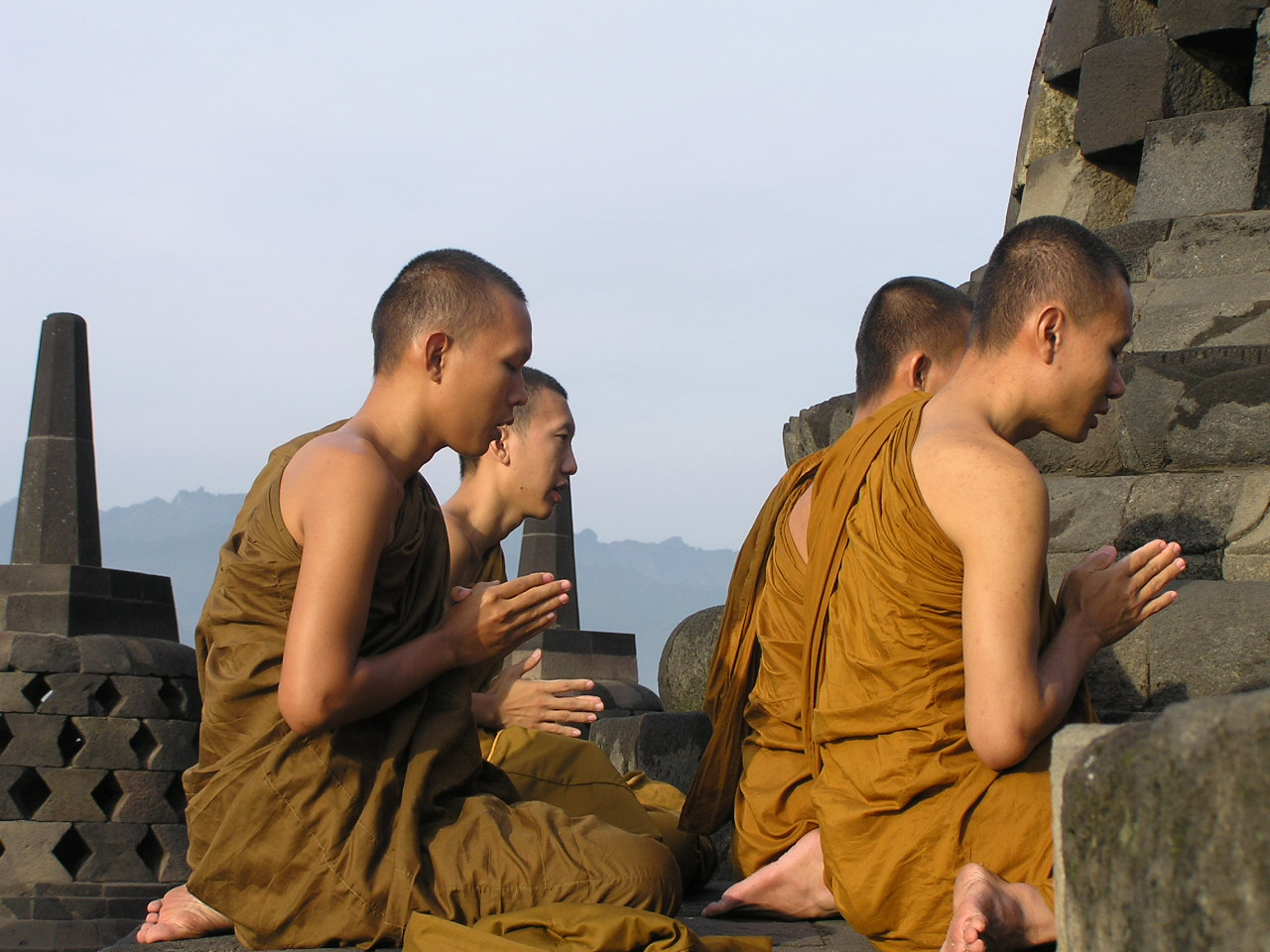
ボロブドゥールを参詣する仏僧

上述のような問題や批判がある一方で、国民統合の象徴のひとつとして国内外からの強い関心が払われている。
ボロブドゥールでは、年に1回、5月の満月の夜にワイサック（Waisak → ウェーサーカ祭）と呼ばれる祭りが開かれている。この日はインドネシアの公式の祝日にもなっていて、国内外から熱心な仏教徒がムンドゥッ寺院に集まり、経典を唱えながら西に向けて行脚し、さらに、ボロブドゥールの回廊を登って涅槃に至るという一大行事となっている。